# Bruno Ibeh
Chibuzor Bruno Ibeh (Owerri, 1995. április 15. –) nigériai labdarúgó, jelenleg szabadon igazolható.

## Pályafutása
Ibeh 2014 és 2017 között az uruguayi Club Nacional labdarúgója volt, miközben kölcsönben játszott a szintén uruguayi CA Torque és Sud América csapataiban is. 2017-ben leigazolta őt az izraeli élvonalbeli Hapel Acre csapata, melynek színeiben harminc bajnoki mérkőzésen lépett pályára. 2018-ban a Bétár Jerusálajim játékosa lett, azonban mindössze egy bajnoki mérkőzésen jutott szóhoz. 2019 januárja óta szabadon igazolható.